# Marathon masculin aux championnats du monde d'athlétisme 2023
Pour des articles plus généraux, voir Championnats du monde d'athlétisme 2023 et Marathon aux championnats du monde d'athlétisme.
Navigation
Eugene 2022 Tokyo 2025
L'épreuve du marathon masculin des championnats du monde de 2023 se déroule le 27 août 2023 dans les rues de Budapest, en Hongrie.

## Qualification
La période de qualification est comprise entre le 1er décembre 2021 et le 30 mai 2023. Le minima de qualification est fixé à 2 h 9 min 40 s.

## Résultats
| Rang               | Athlète                     | Pays           | Temps   | Notes         |
| ------------------ | --------------------------- | -------------- | ------- | ------------- |
| Médaille d'or      | Victor Kiplangat            | Ouganda        | 2:08:53 |               |
| Médaille d'argent  | Maru Teferi                 | Israël         | 2:09:12 | SB            |
| Médaille de bronze | Leul Gebresilase            | Éthiopie       | 2:09:19 |               |
| 4                  | Tebello Ramakongoana (de)   | Lesotho        | 2:09:57 | PB            |
| 5                  | Stephen Kissa               | Ouganda        | 2:10:22 |               |
| 6                  | Milkesa Mengesha            | Éthiopie       | 2:10:43 |               |
| 7                  | Hassan Chahdi               | France         | 2:10:45 | SB            |
| 8                  | Titus Kipruto               | Kenya          | 2:10:47 |               |
| 9                  | John Hakizimana             | Rwanda         | 2:10:50 |               |
| 10                 | Daniele Meucci              | Italie         | 2:11:06 | SB            |
| 11                 | Yohanes Chiappinelli        | Italie         | 2:11:12 |               |
| 12                 | Ichitaka Yamashita (ja)     | Japon          | 2:11:19 |               |
| 13                 | Zach Panning                | États-Unis     | 2:11:21 | SB            |
| 14                 | Timothy Kiplagat            | Kenya          | 2:11:25 |               |
| 15                 | Haftom Welday (de)          | Allemagne      | 2:11:25 |               |
| 16                 | Isaac Mpofu                 | Zimbabwe       | 2:11:33 | SB            |
| 17                 | Tsegaye Getachew            | Éthiopie       | 2:11:56 |               |
| 18                 | Mehdi Frère                 | France         | 2:11:59 |               |
| 19                 | Rory Linkletter             | Canada         | 2:12:16 | SB            |
| 20                 | Haimro Alame                | Israël         | 2:12:32 |               |
| 21                 | Tariku Novales              | Espagne        | 2:12:39 | SB            |
| 22                 | Ayad Lamdassem              | Espagne        | 2:12:59 |               |
| 23                 | Sondre Nordstad Moen        | Norvège        | 2:13:12 |               |
| 24                 | Ibrahim Chakir              | Espagne        | 2:13:44 |               |
| 25                 | Mohamed Reda El Aaraby      | Maroc          | 2:13:55 | SB            |
| 26                 | Johannes Motschmann (de)    | Allemagne      | 2:14:19 |               |
| 27                 | Mustapha Houdadi            | Maroc          | 2:14:30 |               |
| 28                 | Ben Preisner                | Canada         | 2:15:02 | SB            |
| 29                 | Johnatas de Oliveira        | Brésil         | 2:15:13 |               |
| 30                 | Justin Kent                 | Canada         | 2:15:26 |               |
| 31                 | Tiidrek Nurme               | Estonie        | 2:15:42 |               |
| 32                 | José Luis Santana           | Mexique        | 2:15:51 |               |
| 33                 | Berhane Tsegay Tekle        | Érythrée       | 2:16:08 |               |
| 34                 | Adam Nowicki                | Pologne        | 2:16:22 |               |
| 35                 | Kenya Sonota (ja)           | Japon          | 2:16:40 |               |
| 36                 | Segundo Jami                | Équateur       | 2:16:49 |               |
| 37                 | Ngonidzashe Ncube           | Zimbabwe       | 2:17:02 | SB            |
| 38                 | Yang Shaohui                | Chine          | 2:17:12 |               |
| 39                 | Paulo Roberto Paula         | Brésil         | 2:17:18 |               |
| 40                 | Levente Szemerei            | Hongrie        | 2:17:20 |               |
| 41                 | Omar Hassan (da)            | Modèle:ART     | 2:17:23 |               |
| 42                 | Kazuya Nishiyama (ja)       | Japon          | 2:17:41 |               |
| 43                 | Onesphore Nzikwinkunda      | Burundi        | 2:18:27 |               |
| 44                 | Nicolás Cuestas             | Uruguay        | 2:19:20 |               |
| 45                 | He Jie (zh)                 | Chine          | 2:19:48 |               |
| 46                 | Nelson Ito Ccuro            | Pérou          | 2:20:00 |               |
| 47                 | Andrés Zamora               | Uruguay        | 2:20:59 |               |
| 48                 | Goitom Kifle                | Érythrée       | 2:21:28 |               |
| 49                 | Feng Peiyou                 | Chine          | 2:22:00 |               |
| 50                 | Hüseyin Can                 | Turquie        | 2:22:11 | SB            |
| 51                 | Tumelo Motlagale            | Afrique du Sud | 2:22:14 |               |
| 52                 | Moath Alkhawaldeh           | Jordanie       | 2:22:33 | SB            |
| 53                 | Maxim Răileanu              | Moldavie       | 2:22:46 |               |
| 54                 | Tomas Hilifa Rainhold       | Namibie        | 2:23:36 |               |
| 55                 | Nico Montañez               | États-Unis     | 2:24:58 | SB            |
| 56                 | Nicolae Soare               | Roumanie       | 2:25:14 |               |
| 57                 | Luis Ostos                  | Pérou          | 2:25:50 |               |
| 58                 | Justino Pedro da Silva      | Brésil         | 2:25:53 |               |
| 59                 | Tseveenravdangiin Byambajav | Mongolie       | 2:30:28 |               |
| 60                 | Simon Sibeko                | Afrique du Sud | 2:31:59 |               |
|                    | Alphonce Simbu              | Tanzanie       | DNF     | 40 km         |
|                    | Tamirat Tola                | Éthiopie       | DNF     | 38 km         |
|                    | Ibrahim Hassan              | Djibouti       | DNF     | 34 km         |
|                    | Joaquín Arbe                | Argentine      | DNF     | 33 km         |
|                    | Derlys Ayala                | Paraguay       | DNF     | 32 km         |
|                    | Félicien Muhitira           | Rwanda         | DNF     | 32 km         |
|                    | Andrew Rotich Kwemoi        | Ouganda        | DNF     | 32 km         |
|                    | Oqbe Kibrom Ruesom          | Érythrée       | DNF     | 32 km         |
|                    | Simon Tesfay (de)           | Suisse         | DNF     | 32 km         |
|                    | Elkanah Kibet               | États-Unis     | DNF     | 31 km         |
|                    | Melikhaya Frans             | Afrique du Sud | DNF     | 30 km         |
|                    | Jamsrangiin Olonbayar       | Mongolie       | DNF     | 30 km         |
|                    | Morhad Amdouni              | France         | DNF     | 29 km         |
|                    | Eyob Faniel                 | Italie         | DNF     | 28 km         |
|                    | Hassan Waiss                | Djibouti       | DNF     | 27 km         |
|                    | Abdi Nageeye                | Pays-Bas       | DNF     | 26 km         |
|                    | Joshua Belet                | Kenya          | DNF     | 25 km         |
|                    | Ilie Corneschi (de)         | Roumanie       | DNF     | 25 km         |
|                    | Patricio Castillo           | Mexique        | DNF     | 24 km         |
|                    | Olivier Irabaruta           | Burundi        | DNF     | 22 km         |
|                    | Khadar Basheer Youssuf      | Somalie        | DNF     | Half marathon |
|                    | Hamza Sahli                 | Maroc          | DNF     | 19 km         |
|                    | Bat-Ochiryn Ser-Od          | Mongolie       | DNF     | 12 km         |
|                    | Kaan Kigen Özbilen          | Turquie        | DNF     | 2 km          |
|                    | Cristhian Zamora            | Uruguay        | DNS     |               |

## Légende
Records et Performances
- AR : Record continental (area record)
- CR : Record des championnats (championship record)
- MR : Record du meeting (meet record)
- NR : Record national (national record)
- OR : Record olympique (olympic record)
- PR : Record paralympique (paralympic record)
- PB : Record personnel (personal best)
- SB : Meilleure performance personnelle de la saison (season's best)
- WL : Meilleure performance mondiale de l'année (world leader)
- WJR : Record du monde junior (world junior record)
- WR : Record du monde (world record)

Circonstances et Conditions
- DNF : N'a pas terminé (did not finish)
- DNS : N'a pas pris le départ (did not start)
- DQ : Disqualification (disqualification)
- NM : Aucun essai valable enregistré (No Mark)
- Q : Qualifié « directement » au prochain tour (ou à la prochaine compétition), lors d'une compétition majeure, grâce au classement ou à la réalisation des minima (automatic qualifier)
- q : Qualifié au prochain tour (ou à la prochaine compétition), lors d'une compétition majeure, grâce au repêchage ou à la réalisation de l'une des meilleures performances parmi celles des « non qualifiés directement » (grâce au meilleur temps ou à la meilleure distance par exemple) (secondary qualifier)